# جوني نونيز
جوني نونيز هو لاعب كرة قاعدة دومينيكاني، ولد في 26 نوفمبر 1985 في San José de las Matas ‏ في جمهورية الدومينيكان.

## وصلات خارجية
- جوني نونيز على موقع دوري كرة القاعدة الرئيسي (الإنجليزية)
- جوني نونيز على موقعبيزبول رفرنس.كوم (الدوري الرئيسي) (الإنجليزية)
- جوني نونيز على موقعبيزبول رفرنس.كوم (الدوري الثانوي) (الإنجليزية)
- جوني نونيز على موقع إي إس بي إن.كوم (أم.أل.بي) (الإنجليزية)
- جوني نونيز على موقع مشجعي الرسوم البيانية (الإنجليزية)